# 임미현
임미현(1968년 6월 24일 ~ )은 대한민국의 CBS 방송기자다.

## 학력
- 서울대학교

## 경력
- 1993년 : CBS 기자

## 진행
- CBS 뉴스
- 임미현의 아침뉴스